# 置塩信雄
置塩 信雄（おきしお のぶお、1927年1月2日 - 2003年11月8日）は、日本の経済学者。神戸大学名誉教授。専門はマルクス経済学、理論経済学。神戸大学経済学博士。神戸市兵庫区出身。

## 略歴
- 1927年1月、神戸市に商店主の息子として生まれる（誕生日に関して置塩自身は次のように語っている。「私は1926年12月11日に生まれた。けれども私の公式の誕生日は1927年1月2日である。第2次世界大戦前、日本の人々は年齢を暦年で数えていた。私の父母は私が生後たったひと月で2歳になることに腐心した。私と同年の他の赤ちゃんと比べて私が（未熟児だと）過少評価されるのを父母は恐れたのだ。だから両親は私の誕生日を1927年1月2日として違法に登録した」[ "A Biographical dictionary of dissenting economists", 1992ーー翻訳は引用者]）。「異端の経済学者」として自身の業績を説明するのにこのような誕生をめぐるエピソードから始めたことは、深層心理上のきわめて興味ある問題ではなかろうか。）

### 学歴
- 1944年 3月　兵庫県立神戸商業学校卒業
- 1947年 3月　兵庫県神戸経済専門学校（現在の兵庫県立大学）卒業
- 1950年 3月　神戸経済大学（現在の神戸大学）卒業
- 1962年　神戸大学経済学博士（学位論文「労働生産性・利潤率及び実質賃金率の相互関連に関する量的分析」）

### 職歴
- 1950年  4月　神戸大学経済学部助手
- 1952年  8月　神戸大学経済学部講師
- 1953年12月　神戸大学経済学部助教授
- 1964年  2月　神戸大学経済学部教授
- 1965年  4月　ケンブリッジ大学にて研究（1966年3月まで）
- 1966年  9月　中国に学術視察訪問（10月まで）
- 1973年  6月　神戸大学評議員（1975年5月まで）
- 1976年  5月　ケンブリッジ大学および西独ボッフム大学にて研究と講義（8月まで）
- 1982年11月　神戸大学経済学部長（1984年11月まで）
- 1986年  1月　神戸大学経済経営研究所教授兼任
- 1990年  3月　神戸大学定年退官
- 1990年  4月　神戸大学名誉教授　大阪経済大学経済学部教授（2000年3月まで）
- 2003年11月　逝去

#### 学外における役職
- 1966年11月　経済理論学会理事
- 1978年  4月　日本学術会議会員（1988年6月まで）
- 1979年  4月　理論・計量経済学会（現日本経済学会）会長（1980年3月まで）
- 1985年  7月　日本学術会議第三部副部長（1988年6月まで）

## 人間社会の存続・発展の基礎の解明：マルクス経済学への顕著な関心
神戸経済大学では、数理経済学の水谷一雄に師事。学部時代には、マルクス経済学の講義を受けた事はなく、『資本論』を一人で読む程度であった。1950年に卒業と同時に新制神戸大学の助手として迎えられる。卒業直後から1年間、サナトリウム(近江八幡市の近江兄弟社が経営する結核療養所)で療養中にジョン・ヒックス『価値と資本』を研究するが、同時期に近代経済学の研究を続ける事に疑問を感じ、マルクス経済学への関心を深める。
置塩の処女作は『再生産の理論』（1957年）である。当初「雇傭理論」の執筆を求められていたが、彼は主題を「再生産の理論」に変えた。その「弁明」に置塩の思想の核心がよく表現されている。「私たちは資本主義社会に生れ、この社会に生きてきたので、資本主義社会での特殊な出来事（たとえば雇用――引用者）になれ親しんで、これに対して奇妙さや疑問を感じることが殆んどない。奇習の行われている社会に埋没している人間には奇習は決して奇習ではなく正統的なことである。少くとも社会科学者は奇習の行われている社会に生れ、かつ死んでゆきながらも、奇習を奇習として驚き、究明してゆかなくてはならない。」ここから、次の問いが生まれる。「社会形態がいかに相違しようとも、そのことなくしては社会の存続、発展が不可能となる事柄はなにか。」これへの回答が「再生産」であった。
英文論文集 "Essays on Political Economy: Collected Papers" (PETER LANG 1993) の「はしがき」の冒頭にきわめて印象的な言葉がある。「第2次世界大戦は、とりわけ社会現象に関して、私から理性的な思考を奪った。しかし、それは研究すべき多くのものを与えてくれた。ヒロシマ・ナガサキのあと、私は経済学の研究を始めた」（翻訳―引用者）。ここには端緒における研究の動機が端的に表現されている。結果として置塩が残したものは、その核心において、きわめて抽象的な数理経済学の体系である。それは人を容易に寄せ付けない。しかし、そうした抽象的な理論の背後には現実に関する生きた表象があるに相違ない。その中核には、核兵器の使用を含む現代の戦争があるであろう。置塩理論は現代社会のリアリティとどのような形でつながっているか、あるいはつながりうるか。この点の探究は、「科学としての経済学」の現代的意義を考えるうえで、最重要な課題の１つであろう。

## 受賞歴
- 1977年11月　『現代経済学』で日経図書文化賞受賞

## 価値と搾取の理論

### 投下労働価値の定式化
置塩は投下労働価値概念の数理的定式化を行い、マルクスのいう価値がどのように数量的に決定されるかを示してみせた。
置塩によって示された価値方程式は、ある商品を一単位を生産するのに直接的・間接的に必要な労働時間を合計した量を決定する。
今、n 種類の商品が存在する経済で、i 番目の商品を一単位を生産するのに直接的・間接的に必要な労働時間の合計を ti とすると、価値方程式は次のようになる。
```
t
i
 = Σa
ij
 + τ
i
   (i = 1, .... ,n)
```

ここで aij は、i 番目の商品を生産するのに必要な j番目の商品の量であり、同じく τiは、i 番目の商品を生産するのに直接必要な労働量である。この連立方程式を解くことで、すべての商品の価値（投下労働価値）＝その商品を生産するのに直接的・間接的に必要な労働時間の量を求めることができる。
置塩は、この方法を「交換論について」（1954年）ではじめて示した。英文論文“Monopoly and the Rates of Profit”（1955年）では、より明確な形で価値方程式について書かれている。

### マルクスの基本定理
置塩は前述の価値方程式を用いて、のちに森嶋通夫によって「マルクスの基本定理 Fundamental Marxian Theorem」と名付けられた定理を、1955年世界ではじめて導いた。この定理は、剰余労働の搾取が、プラスの利潤が存在する必要十分条件であることを示すものである。

### 価値の測定
価値方程式によって、産業連関表のデータを用いて価値の数量的測定をすることができる。置塩は、1958年に日本経済について測定を試み、彼の弟子もまた日本を含む多くの国について価値の測定を行った。その結果、価値と価格は短期的には乖離するが、長期的には一致した動きを示すことが実証された。

## マルクス経済学の諸命題の明確化
この分野における置塩の業績は、マルクスの理論が持つ論理を明確化したことである。このことで、長年論争されてきた問題について、従来マルクス経済学者の間で用いられてきた数値例による例示に替えて、数学的定式化を用いることで、主張の前提を明らかにし、推論の過程を明確にすることで、議論の水準を高め、マルクス経済学者のみならず非マルクス派経済学者をも議論に参加させることにつながった。

### 転形問題
投下労働価値から生産価格へのいわゆる「転形問題」について、置塩は、『資本論』で示唆された手順を、数理的定式化を用いることで、最後まで繰り返し計算を行い、マルクスの推論のとおり、生産価格に収束することを示した。しかし、この場合にもいわゆる総計一致二命題は両立しないことを確認した。この結論に関係して得られた重要な知見に、均衡利潤率と生産価格は実質賃金率と基礎部門の生産技術のみに依存するというものがある。多くの経済学者が非基礎部門もまた均衡利潤率の決定に関係すると考えていたことから、置塩が導きだした結果は驚きを持って迎えられ、置塩と多くのマルクス経済学者の間で激しい論争が行われた。

### 傾向法則の検討
英文で発表された論文“ A Formal Proof of Marx’s Two Theorems”（1972年）で、置塩は、資本主義経済の景気変動に関するマルクスの2つの命題について証明を試みた。ひとつは、利潤率の傾向的低下について、もうひとつは失業の傾向的増加についての命題である。ここで“formal”という言葉の意味は、生産の有機的構成の上昇というマルクスの前提から、上記二つの命題を導出できるということである。もし新しい技術導入が生産の有機的構成を上昇させるならば、利潤率は必ず下がり、失業は必ず増加することを、置塩は証明した。ここで不可欠な前提は、新技術の導入が有機的構成を上昇させることである。そこで置塩は、一歩進んで、技術選択における資本家の行動という観点から、この前提の妥当性について検討する研究に進んだ。

### 「置塩の定理」
1961年に発表された論文“Technical Change and the Rate of Profit” は、有名な「置塩の定理」を提示したものである。この定理は、現行価格のもとで費用を削減するイノベーションの結果、新たに成立する均等利潤率は以前よりも低下することはないことを示したもので、マルクス経済学の主要な命題である「利潤率の傾向的低下の法則」を否定していることから、世界規模での論争を呼んだ。このため「マルクスの基本定理」の証明よりむしろ、「置塩の定理」の方が世界的によく知られている。

### 「置塩の定理」と「利潤率の傾向的低下の法則」
「置塩の定理」が「利潤率の傾向的低下の法則」の全ての妥当性を排除したと考えていない。置塩は、「利潤率の傾向的低下の法則」は長期で、資本家たちによる競争圧力や、労働者の交渉力などの原因によって起こりうるとしている。

## ケインズ理論の批判的検討
置塩は、非マルクス派経済学についても、多くの労力を注いで研究を行っているが、特にケインズとハロッドについては精力的に研究している。

### ケインズ経済学と新古典派経済学
著作中での置塩は、時にケインズについて厳しい評価をしているが、その一方で新古典派経済学に対する重要な批判者（近代経済学の中の腹中の虫）として評価している。特に市場経済の調整メカニズムを批判する点や、資本主義経済における投資需要の独立性や気まぐれな性質を強調した点を重視する。置塩は、ケインズ理論を批判的に摂取し、たとえば資本家の投資や雇用の決定態度を定式化して、持論で積極的に用いている。

### 総供給関数の検討
置塩は、ケインズが資本家の意思決定を変える可能性を一顧だにしない点を非難する。ケインズは研究のほとんどを需要サイドの問題に費やし、供給サイドについてはほとんど言及していない。需要が低いことに対応して資本家は雇用を控え、高い利潤率が得られないと考え新規投資を控えるが、これに対するケインズの処方は、たとえば政府投資などによる有効需要を高める政策である。しかし需要が嵩上げされたからといって、資本家は必ずしも雇用や投資を増加させるわけではない。置塩はケインズ自身は技術的要因によって決まると考えていた総供給関数を検討し、これが搾取率の関数であることを明らかにし、有効需要を増やすのとは別の、サプライサイドに変化をもたらし雇用を増加させる代替案を提示した。これらケインズ経済学についての批判的検討は、共著である『ケインズ経済学』（1957年）として出版されている。

### 実質賃金率の決定
労働市場についての、従来の経済学に対するケインズの批判は有名である。新古典派経済学は、賃金と雇用量は労働市場の均衡において決まると考えるが、ケインズは財市場において実質賃金率が決まると考える。多くのマルクス経済学者は（新古典派と同様に）労働市場で実質賃金率が決まると考えてきた。しかし労働市場で決まるのは名目賃金率であり、同様に名目価格は財市場で決まる。実質賃金率を決めるためには、その双方（名目賃金率と名目価格（物価））が必要である。置塩は、実質賃金率の変動を研究し、資本主義経済の蓄積過程においては、実質賃金率を規定する最も大きな要因は、資本家の投資需要であることを突き止めた。つまり投資需要が財全体の需要に影響し、財の需要量が財の供給量に影響し、財の供給量が雇用量と名目賃金率に影響する。最後に財市場で決まる物価と名目賃金率とから実質賃金率が決まるのである。

### ハロッド＝置塩型投資関数
ケインズの高弟であり、ポスト・ケインジアンの一人であるハロッドは、ケインズ経済学の動学化を行い、経済成長論のモデルを作り上げた。このモデルは経済の自律的な安定を確保する難しさを例示するもので、保証経済成長率 (資本の増加率)が、完全雇用をもたらすような自然経済成長率 (労働力の増加率)と別個に規定され、自律的に均衡に向かわないと仮定されていて、両者の不均衡が不況やインフレをもたらすとされていた。
置塩はハロッドの不安定性論の論理を厳密化して、必ずマクロ的に不安定をもたらす投資関数「ハロッド＝置塩型投資関数」を定式化した。投資関数の重要性は、需要や生産や雇用の量を左右する主要因が、資本家の投資需要であることを突き止めたことからくる。資本主義経済の不安定性は、この投資が資本家の私的で分散的な（しかし競争の圧力の中で利潤追求に方向付けられた）意思決定に委ねてられている点に由来する。置塩は、「ハロッド＝置塩型投資関数」を活用して、さまざまな条件の下での経済動学を研究するだけでなく、投資決定理論自体の研究を生涯続けた。

## 著書

### 単著
- 『再生産の理論』（創文社 1957年）
- 『資本制経済の基礎理論』（創文社 1965年、 増訂版 1978年）
- 『蓄積論』（筑摩書房 1967年、第二版1976年）
- 『近代経済学批判』（有斐閣 1976年）
- 『マルクス経済学』（筑摩書房 1977年）
- 『現代経済学』（筑摩書房 1977年）
- 『現代経済学の展開』（東洋経済新報社 1978年）
- 『現代資本主義分析の課題』（岩波書店 1980年）
- 『現代資本主義と経済学』（岩波書店 1986年）ISBN 4-00-000579-0
- 『マルクス経済学II』（筑摩書房 1987年）
- 『現代経済学II』（筑摩書房 1988年）ISBN 4-480-85406-1
- 『経済学はいま何を考えているか』（大月書店 1993年）ISBN 4-272-11079-9
- "Essays on Political Economy: Collected Papers" (PETER LANG 1993) [Forewordには自身の業績が簡潔に要約されている]
- 『経済学と現代の諸問題ー置塩信雄のメッセージ』（中谷 武編集、大月書店 2004年）ISBN 4-272-11105-1

### 編著
- 『景気循環――その理論と数値解析』（青木書店 1988年）ISBN 4-250-87045-6

### 共著
- （新野幸次郎）『ケインズ経済学』（三一書房 1957年）
- （伊藤誠）『経済理論と現代資本主義　ノート交換による討論』（岩波書店 1987年）ISBN 4-00-000599-5
- （鶴田満彦・米田康彦）『経済学』（大月書店 1988年）ISBN 4-272-11056-X

### 共編著
- （杉原四郎・尾上久雄）『科学としての経済学』（有斐閣 1970年）[置塩作成のプランに基づき全体が統一されているが、個性的な18人の研究者による共同の作品といってよい。基本的な問題意識において21世紀の今日でもその内容はきわめて新鮮である]
- （杉原四郎・尾上久雄）『現代の経済』（有斐閣 1970年）
- （杉原四郎・尾上久雄）『経済像の歴史と現代』（有斐閣 1970年）
- （石田和夫）『日本の鉄鋼業』（有斐閣 1981年）
- （野澤正徳）『日本経済の民主的改革と社会主義の展望』（大月書店 1982年）
- （野澤正徳）『日本経済の数量分析―危機的現状と民主的改革』（大月書店 1983年）
- （塩田庄兵衛・儀我壮一郎・関恒義）『核軍拡の経済学』（大月書店 1989年）
- （小谷義次・池上惇）『マルクス・ケインズ・シュムペーター』（大月書店 1991年）ISBN 4-272-11066-7

### 辞典項目・エッセー他
- 「一国に於ける経済構造」『神戸経済大学創立五十周年 記念論文集（経済学編）』1953年
- 「限界生産力説」『経済学大辞典』第1版Ⅰ（東洋経済新報社 1955年）
- 「雇用と賃金」『近代経済学講座 2 国民所得の理論』（有斐閣 1961年）
- 「書評 岡稔著『計画経済論序説』」『国民経済雑誌』第109巻第1号（神戸大学経済経営学会 1964.1）
- 「価格論」「利潤率の傾向的低落の法則」『資本論講座 4』（青木書店 1964年）
- 「経済成長と価格政策」『経済政策講座 3 現代経済政策の機能』（有斐閣 1964年）
- 「賃金と物価」経済理論学会編『現代資本主義と物価』（青木書店 1965年）
- 「総供給関数」「総需要関数」「ボルトキエーヴィチ」大阪市立大学経済研究所編『経済学辞典』岩波書店 1965年（『経済学辞典』第2版、1979年）
- 「経済学者の見た中国」『経済セミナー』（日本評論社 1966.12）
- 「ケインズ『雇用理論』の批判」『蓄積論』補論（筑摩書房、1967年）
- 「国家独占資本主義と資本破壊」『思想』（特集 「『資本論』と『帝国主義論』」岩波書店、 1967.5）
- 「中国経済と文化大革命」『展望』（筑摩書房 1967.6）
- 「雇用と賃金」『近代経済学講座 基礎理論篇 2 国民所得の理論』（有斐閣 1967年）
- 「経済学の課題と展望」『日本の科学者』Vol.4 No.1（日本科学者会議 1969年）
- 「現代資本主義と物価」（川口弘・伊東光晴とのシンポジウム、川口弘編『現代経済5 物価』筑摩書房 1970年）
- 「ブルジョア経済学における｢再生産論｣｢蓄積論｣批判」 見田石介・宇佐美誠次郎・横山正彦監修『マルクス主義経済学講座 下』（新日本出版社、1971年）
- 「『所得政策』を斬る」『経済』（金子ハルオとの対談、新日本出版社 1972.2）

- 「日本の航空政策と新空港建設の背景」日本科学者会議空港研究会著『日本の空と関西新空港』（汐文社 1972年）
- 「生産価格・平均利潤率」都留重人・杉原四郎編『経済学の現代的課題』（柴田敬 古稀記念論集、ミネルヴァ書房 1974年）
- 「現代における生産力と生産関係」（神戸大学『経済学研究』21、1974年）
- 「現代資本主義と雇用問題」『経済評論』(日本評論社 1975.6）
- 「現代資本主義と近代経済学」『科学と思想』（新日本出版社 1976.7）
- 「経済学についての六つの話題」『日本の科学者』Vol.12 No.6（日本科学者会議 1977年）
- 「『分り易さ』を探る」『兵庫のペン』No.5（抽象画家 津高和一との対話、1977年）
- 「経済危機と現代経済学」『科学のひろば』（日本科学者会議京都支部 1978.7）
- 「技術選択（資本主義企業の）」「経済民主主義と近代経済学」「総供給関数・総需要関数」『経済学辞典』（大月書店 1979年）
- 「現代恐慌とマルクス主義経済学」『経済』（林直道との対談、新日本出版社 1979.5）
- 「現代マルクス経済学Ⅱ」『経済学大辞典』第2版 Ⅲ（東洋経済新報社 1980年）
- 「現代のスタグフレーション」日本科学者会議編『現代の世界経済と日本経済 上巻』（大月書店 1980年）
- 「手がたい実証と清冽な論理」『山田盛太郎著作集』推薦文（岩波書店 1983年）
- 「全社会的な共有について」『社会主義経済研究』第2号（社会主義経済研究会 1984.4）
- 「現代資本主義と『資本論』」経済理論学会編『『資本論』の現代的意義』（青木書店 1984年）
- 「経済学をはじめようとする諸君に」（『経済』、新日本出版社 1985.5）
- 「資本主義認識の射程」『思想』（伊藤誠との対談、『経済学と現代の諸問題――置塩信雄のメッセージ』[大月書店 2004年]に所収、岩波書店、1986.4）
- constant and variable capital 1.definition 2.variable capital and source of profit 3.organic composition and production price 4.organic composition and the rate of profit 5. organic composition and unemployment, "The New Palgrave: A Dictionary of Economics", Volume 1, The Macmillan Press Limited, pp.580-584, 1987
- 「国際マクロ経済モデルの理論的基礎」『経済経営研究』第37号（神戸大学経済経営研究所 1988.3）
- 「貨幣について」『国民経済雑誌』第158巻第4号（神戸大学経済経営学会 1988.10）
- 「『昭和』の終焉と日本経済」『経済』（新日本出版社 1989.2）
- 「主要決定の所在」（『日本の科学者』Vol.25 No.6、1990年）
- 「資本の有機的構成」「マルクスの基本定理」「利潤率の傾向的低下の法則」大阪市立大学経済研究所編『経済学辞典』第3版（岩波書店 1992年）
- 「社会主義ー決定をめぐる闘い」『社会主義経済研究』第18号（社会主義経済研究会 1992.4）
- 「景気循環をめぐる二つの途」『経済』（新日本出版社、1992.7）
- Nobuo OKISHIO (born 1926) "A Biographical dictionary of dissenting economists" Edward Edgar Publishing Limited, 1992
- 「既存の統計でどこまでわかるか」（『統計ガイドブック 社会・経済』［大月書店］の書評）『経済セミナー』（日本評論社 1993.3）
- 「ジョン・メイナード・ケインズ―『古典派経済学』の解体」『エコノミスト』（毎日新聞社 1994.1.4）
- 「新技術導入と資本制社会」『経済と社会 １』（創風社 1994年）
- 「今なお問いかける資本主義の諸問題ーケインズは死んだか」『エコノミスト』（毎日新聞社 1996.6.11）
- 「否定論者が誤りを拡大している―没後50周年 ケインズの功罪」『しんぶん赤旗』（1996.12.20）
- 「剰余価値と新技術導入」『経済』（新日本出版社、1997.10、中谷編『経済学と現代の諸問題』[2004]に所収）
- "Competition and production prices," Cambridge Journal of Economics 2000,25（置塩の最後の論文、自身の「置塩の定理」に対する否定的評価を含む。邦訳「競争と生産価格」中谷編『経済学と現代の諸問題』[2004]に所収）